# Gilles Fabry
 (avril 2024).
Pour les articles homonymes, voir Fabry.
Gilles Fabry, né le 23 janvier 1901 à Onnaing dans le Nord et exécuté le 30 août 1944 au champ de tir du Rôleur à Marly, est un résistant français.

## Biographie
Gilles Eugène Henri Fabry naît le 23 janvier 1901 à Onnaing dans le Nord. Il est le fils de Gilles Joseph Fabry, vingt-six ans, traceur de chaudronnerie, né à Seraing en Belgique, et de Marie Antoinette Dehecq, ménagère âgée de vingt-trois ans, née à Saultain, tous deux sont domiciliés à Onnaing. Gilles Fabry se marie le 4 octobre 1924 à Valenciennes avec Marie Louise Sorriaux. Il a un fils, Gilles Jean-Marie Iréné, né à Valenciennes le 7 novembre 1925.
La feldgendarmerie l'arrête le 26 août 1944 à Valenciennes. Une perquisition menée à son domicile permet de retrouver des armes volées à des policiers de Marly. Il est exécuté sommairement, sans passer par la justice allemande, le 30 août au champ de tir du Rôleur à Nord.
Gilles Fabry est fait chevalier de l'ordre de la Légion d'honneur à titre posthume en 1961.
Une rue à Marly porte le nom de rue des Fusillés en hommage à Gilles Fabry, Victor Delbove, Léon Fondu, Jean Gontier, et Jean-Baptiste Fronty. Un monument commémoratif est établi au croisement de l'avenue Henri-Barbusse et de la rue Gilles-Fabry, devant le stade.
Son fils, Gilles Jean-Marie Iréné, résistant, meurt le 14 février 2018 à Valenciennes à l'âge de quatre-vingt-douze ans,,. Une rue d'Anzin porte son nom.

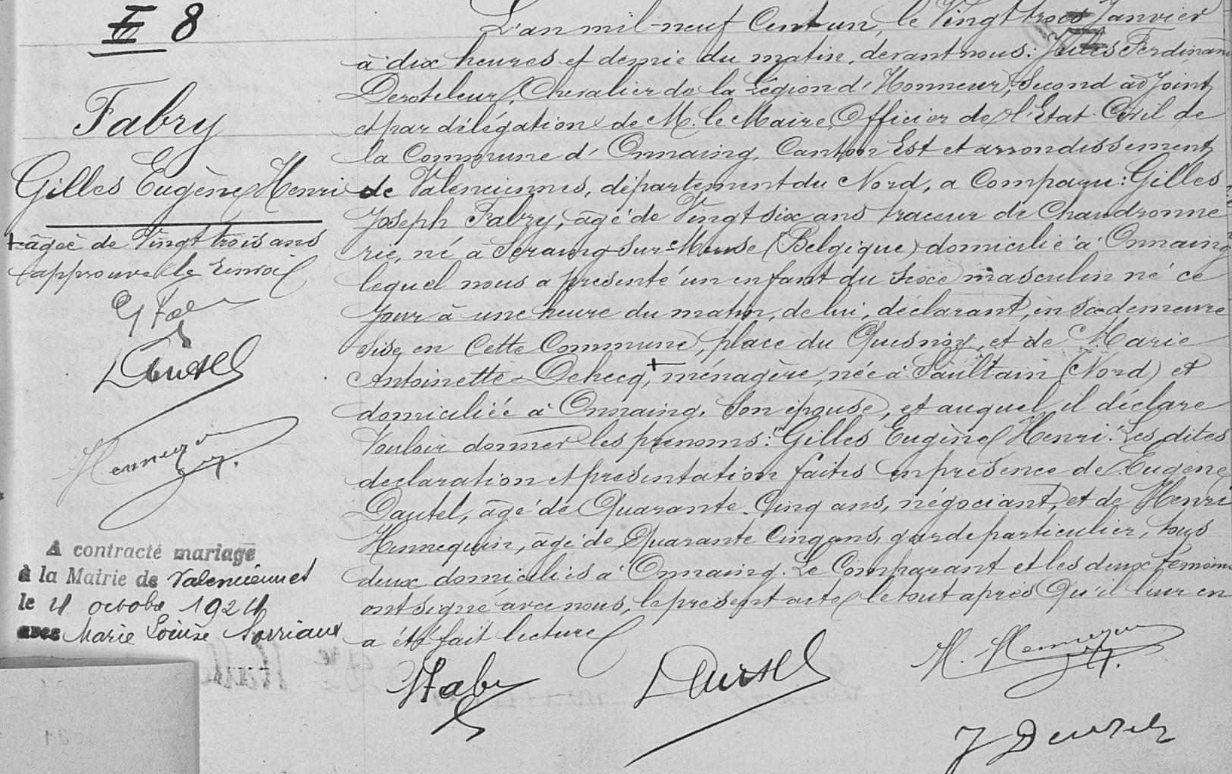
Son acte de naissance.
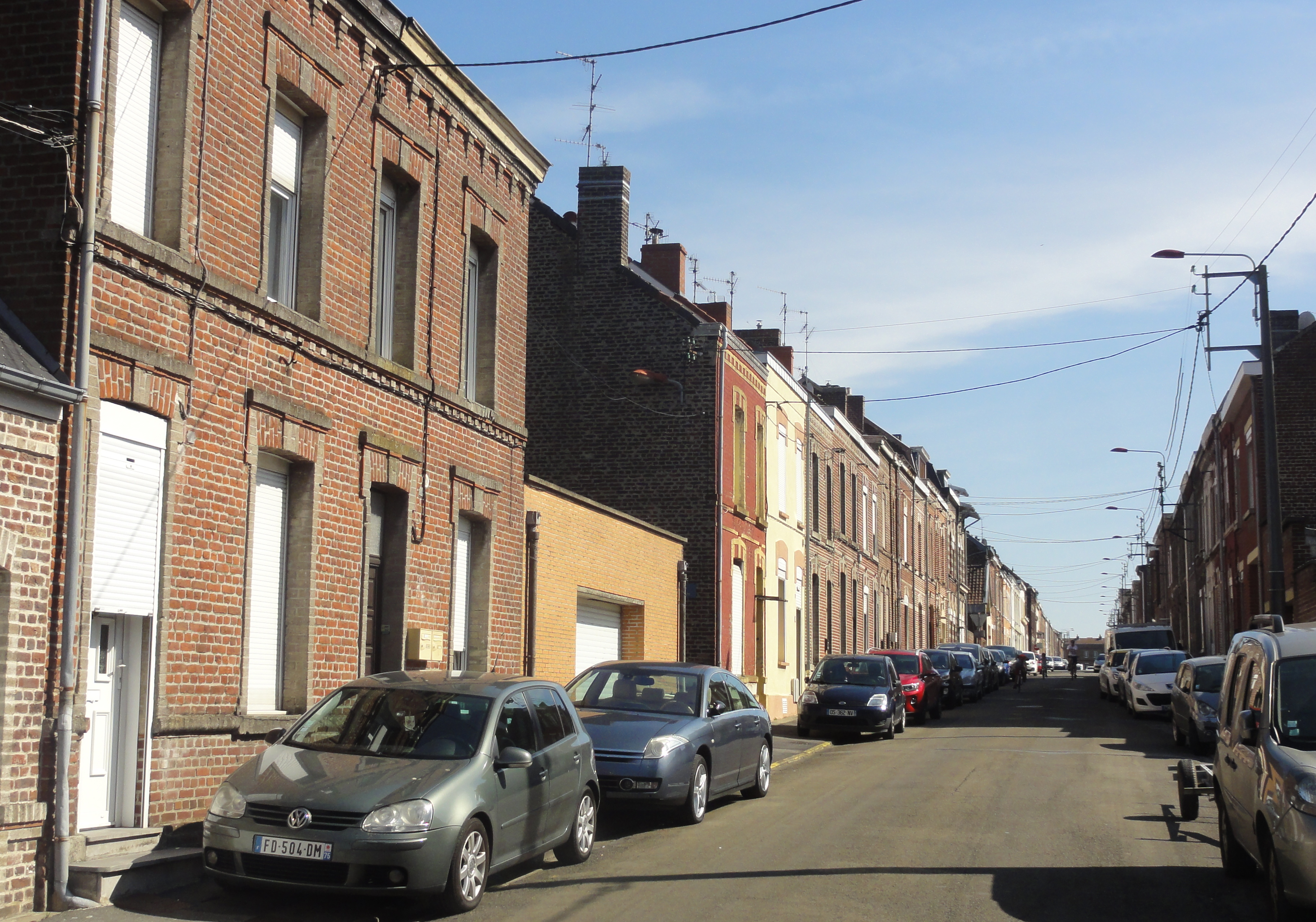
La rue des Fusillés en septembre 2019.
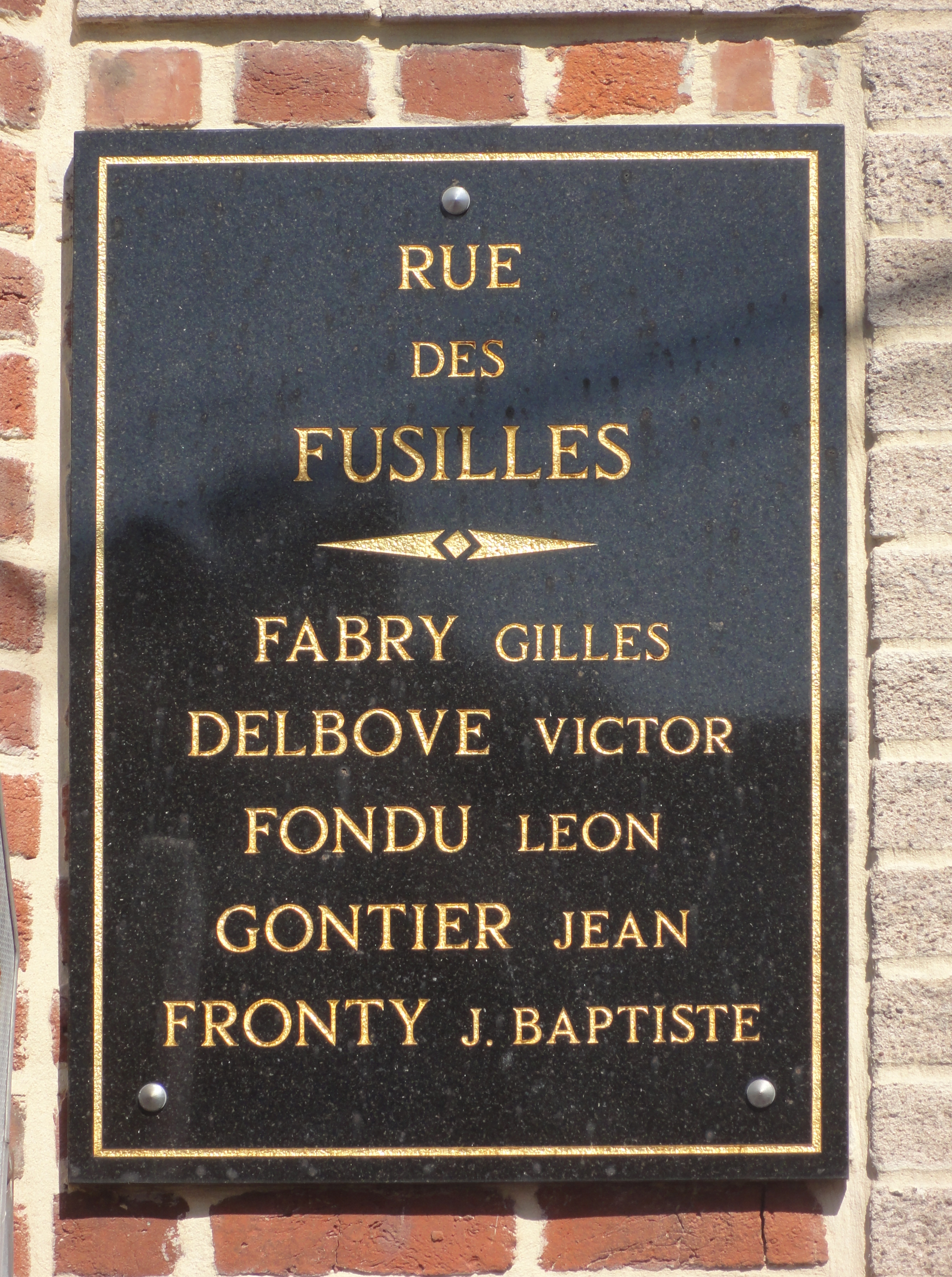
la plaque commémorative de la rue des Fusillés.
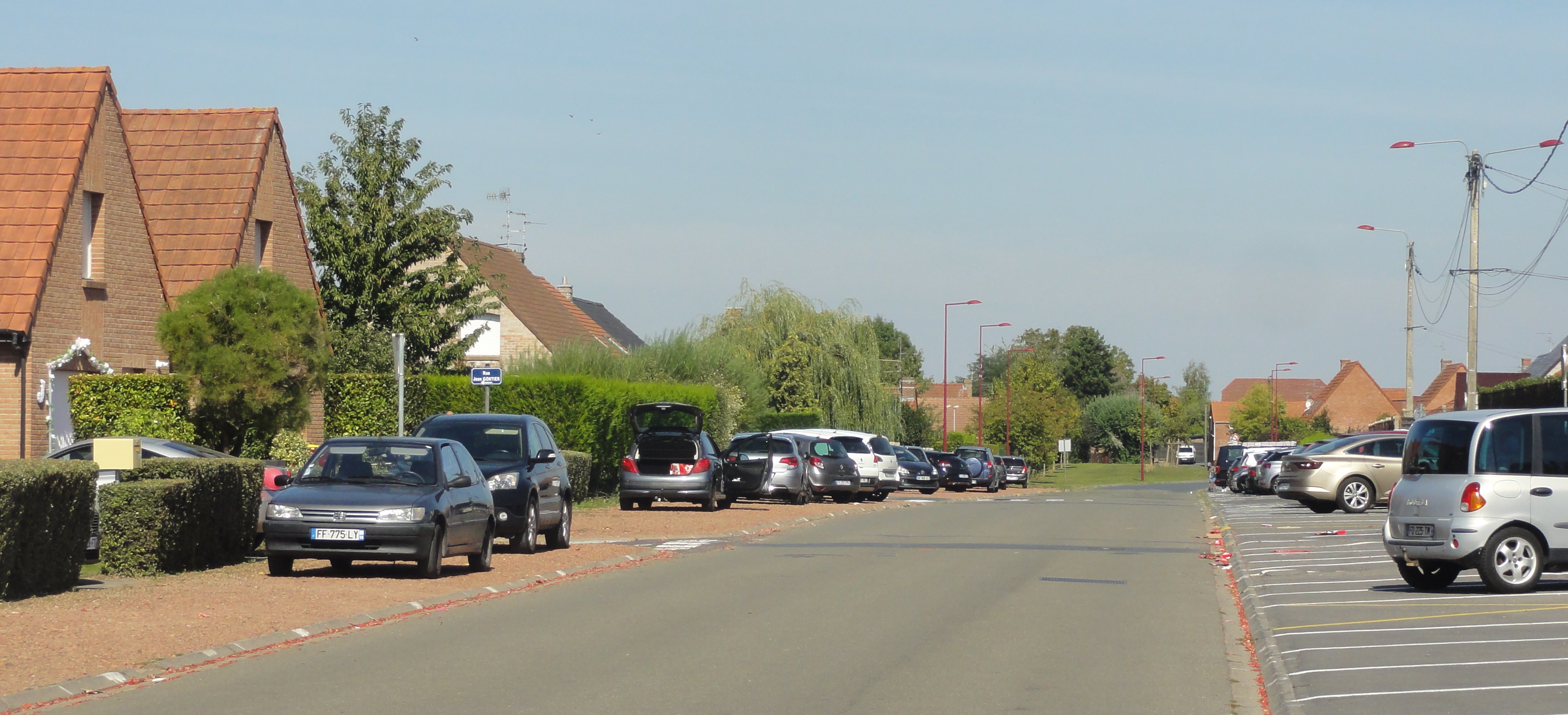
La rue Gilles-Fabry en septembre 2019.
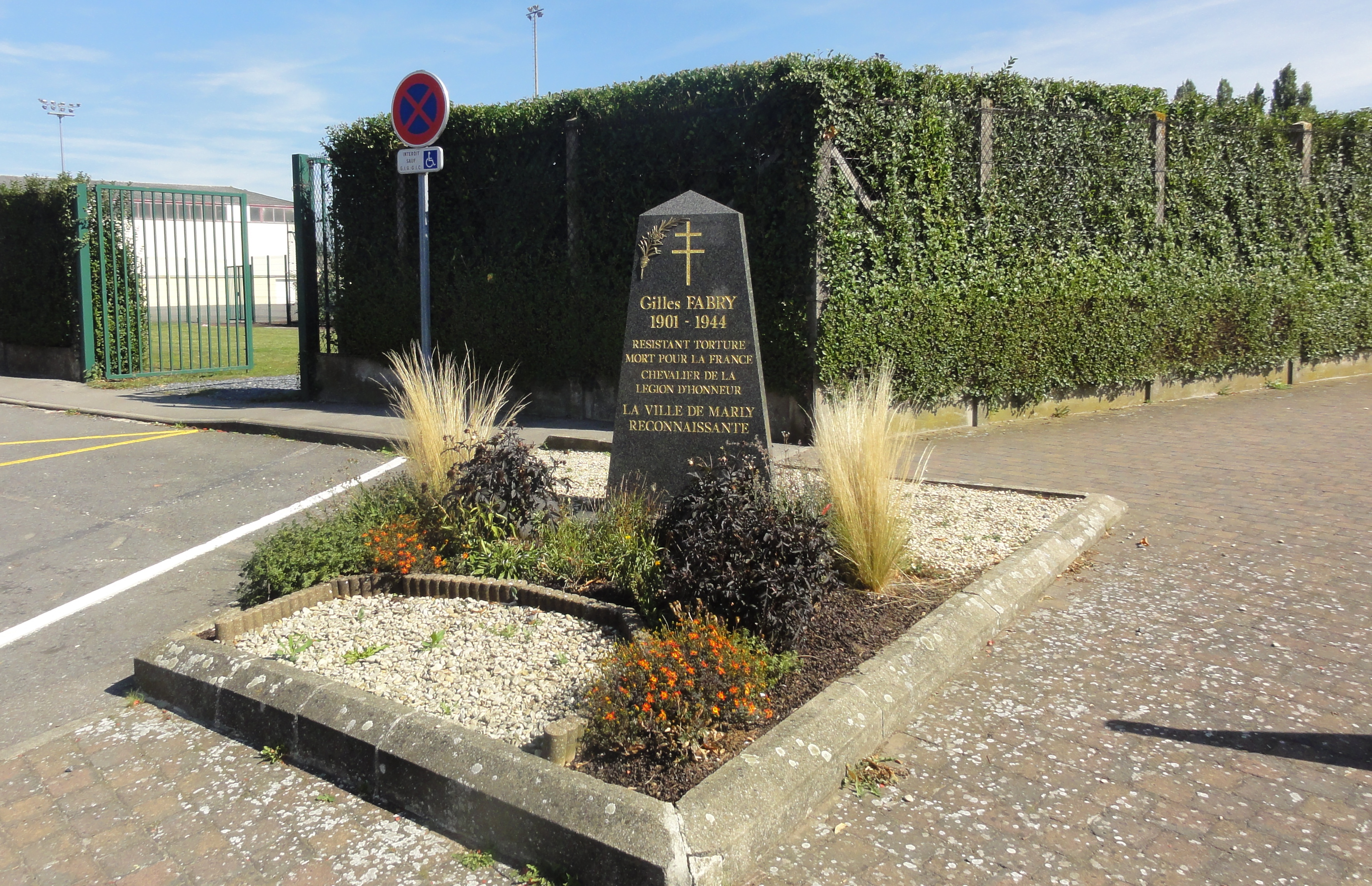
Le monument commémoratif.